# Billy Costello
Billy Costello est un boxeur professionnel américain né le 10 avril 1956 et mort le 29 juin 2011 d'un cancer du poumon.

## Carrière
Après une solide carrière de boxeur amateur l'amenant notamment au titre des Golden Gloves de New York en 1978, il entame une carrière professionnelle par une impressionnante série de 30 victoires consécutives, dont la capture du titre de champion du monde WBC des poids super-légers par un KO au 10e round assené à Bruce Curry le 29 janvier 1984. Costello défend ensuite son titre avec succès à trois reprises avant de le perdre face à Lonnie Smith le 21 août 1985. 
Après avoir été mis KO par Alexis Arguello l'année suivante, Costello s’éloignera du ring durant sept ans avant d’y faire un retour au début des années 1990. Il mettra un terme à sa carrière en 1999. On le verra par la suite comme directeur bénévole du Club de boxe PAL Kingston (Kingston, New York) et juge à la Commission Athlétique de New York. 

## Référence
1. ↑  (en-US) « Billy Costello, ex-WBC champ, dies of cancer at 55 », sur The Columbian (consulté le 14 août 2021)
2. ↑  (en) Alexis Arguello vs. Billy Costello (boxrec.com)